# E691 (trasa europejska)
E691 – trasa europejska biegnąca przez Armenię oraz Gruzję. Zaliczana do tras kategorii B droga łączy Asztarak z Wale. 

## Przebieg trasy
- Asztarak (Armenia)
- Giumri (Armenia)
- Wale (Gruzja)